# Sjösa gård

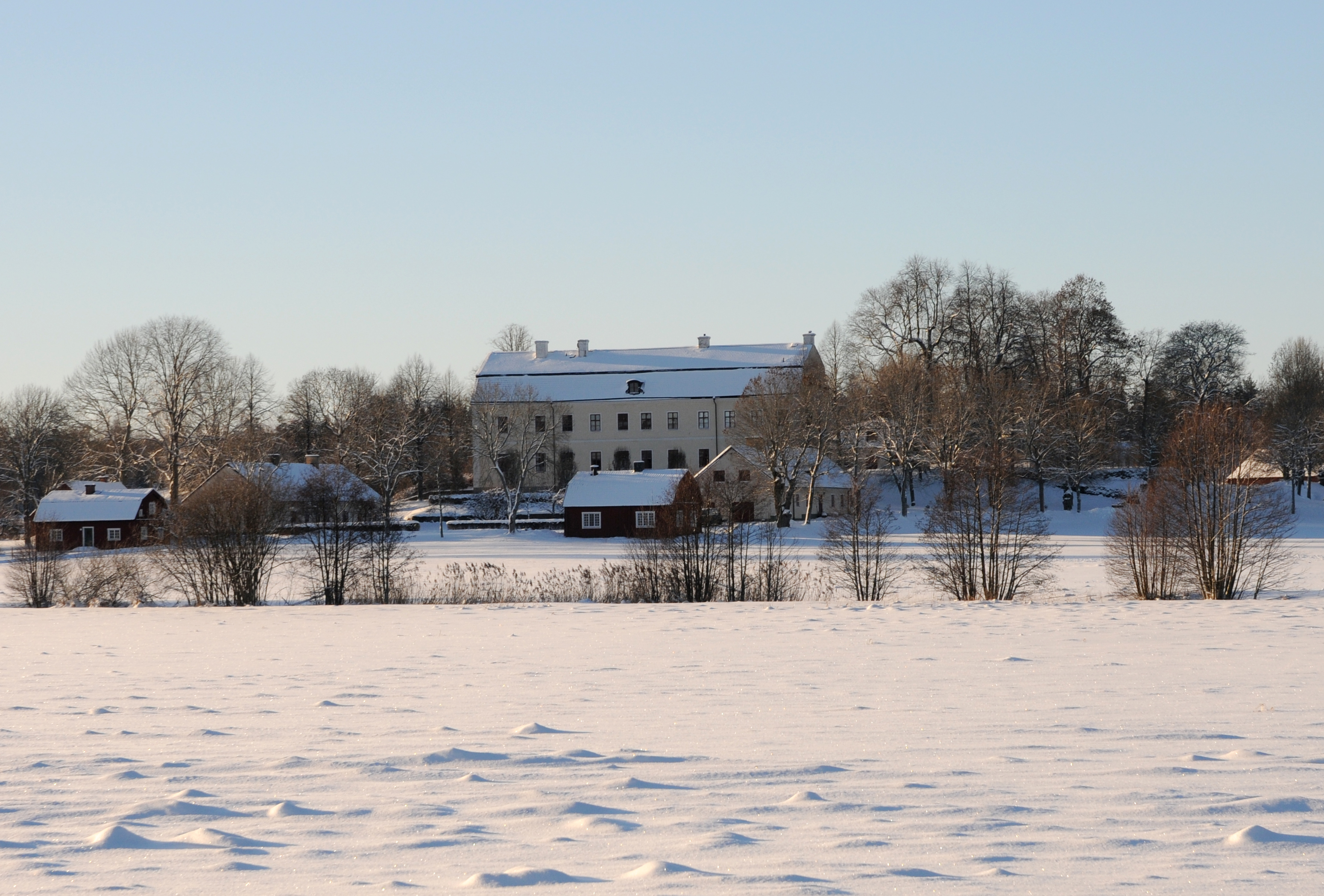
Sjösa gård.

Sjösa gård ligger i Sjösa i Svärta socken i Nyköpings kommun.

## Historia
Sjösa omtalas i dokument första gången 1385, då Jakob Olofsson Djäkn och hans hustru Ingeborg Magnusdotter bytte bort 18 penningland jord i Sjösa till Bo Jonsson (Grip). 1455 bytte Erik Axelsson (Tott) på kungens vägnar bort en gård i Sjösa med det underlydande torpet Labro till Tyrgils Matsson. I uppteckningen över Magdalena Karlsdotter (Bonde)s arv efter fadern upptas en gård i Sjösa med underlydande ängsfjäll som han köpt av Eggert Krummedige. 1480 bytte Tyrgils Matsson till sig 1 öresland och 9 penningland jord i Sjösa från Heine Berendsson. Tyrgils Matsson (tre gäddkäkar) ägde ju sedan 1455 redan tidigare en gård i Sjösa och 1477 omtalas Sjösa som hans sätesgård. Marine Jensdotter (Gøye) sålde 1491 en gård i Sjösa med utjord till Sten Sture den äldre. Det bör dock ha varit en mindre del av Sjösa. Jöns Olofsson Gyllenhorn skrev sig 1532–1562 till Sjösa Gården hade han tillsammans med sin bror Joen Olofsson bytt till sig av sin halvsyster Carin Matsdotter, som ärvt gården efter sin farfar Tyrgils Matsson.
Sjösa gård gick därefter i arv inom släkterna Gyllenhorn, Ryning Stålarm, Fleming och Posse. Vid mitten av 1700-talet köptes godset av en Hildebrand, som på 1754 sålde det till generalmajoren friherre Fabian Löwen, ägare till Häringe i Västerhaninge socken. Han gjorde både Sjösa och Häringe till fideikommiss för sina barn.
Hans son friherre A. V. Löwen köpte 1780 Gärdesta och gjorde det till fideikommiss för sin yngre son, medan den äldre sonen, friherre Axel Fabian Löwen, fick Sjösa och Trollesund. Sedan hans gren utslocknat på manssidan, har även Sjösa och Trollesund tillfallit den yngre grenen på Gärdesta, och alla dessa fideikommiss förenades hos en person, friherre August Otto Ludvig Trolle-Löwen. Sedan den siste fideikommissarien, friherren och kammarherren August Trolle-Löwen, avlidit 2009 har fideikommisset avvecklats.
Nuvarande sätesgård uppfördes 1607 på grunden av den äldre sätesgården, Sjösa ombyggdes 1760.